# Szégyen (regény, Rushdie)
A Szégyen Salman Rushdie harmadik regénye, amelyet 1983-ban Booker-díjra jelöltek.
Egyik célja, hogy bemutassa a pakisztáni Zulfikar Ali Bhutto és Mohammad Ziaul Hakk tábornok életét és kapcsolatát. A regény fő témája a szégyenből született erőszak: egyes alakjai a „szégyent” vagy a „szégyentelenséget” testesítik meg, mint Szufija Zinobia és Omar Hajjám.
Stílusát tekintve a regény Rushdie többi művéhez hasonlóan a mágikus realizmus hagyományait követi. A könyvben ábrázolt Q. városa egy képzeletbeli város, amely bármely országban lehetne: „Én úgy látom, hogy nem csupán Pakisztánról írok” (34. oldal). A Szégyen témája az örökség, eredetiség, igazság és természetesen a szégyen és szégyentelenség, illetőleg ezek hatása az egyénre, a főszereplő Omar Hajjámra.

## A könyv szereplőinek családfája
```
    +---------------------+
    |                     |
Hafizulál Sakíl    Rúmi Sakíl
    |
    |                       +-------------+---------------+
Az öreg Mr. Sakíl        Bariamma        2 nővér        3 fivér--------+
    |                       |         \                      /   (számos törvénytelen sarj)
    |                       |          `-------+------------´
    |                     1 lány         11 törvényes fiú
Cshunni, Mhunni és Bunni    |             +-------+-----------+              +-----------------+
  (az „anyaháromság”)       |          32 fiú                 |     Sír Mír Harappa         1 Fivér
    |                       |                                 |              |                 |
    |                       |   „Asszony-Mahmud”              |              |                 |
    |                       |           |                     |              |                 |
    |                   Reza Haidar = Bilkísz        Ráni Humájun = Iszkander Harappa    Kis Mír Harappa
    |                               |                         +--------------+                 |
    +---------------+           +---+------------+                           |                 |
Bábar Sakíl   Omar Hajjám = Szufija Zinobia  Návíd Haidar = Talvar Ulhak   Ardzsumand     Harun Harappa
                 Sakíl          Haidar        („Örömhír”) |                  Harappa
                                                          |          (a „Bádogbugyogós Szűz”)
                                                     27 gyermek
```

## Magyarul
- Szégyen; ford. Falvay Mihály; Európa, Bp., 1989